# Liste der Marskrater

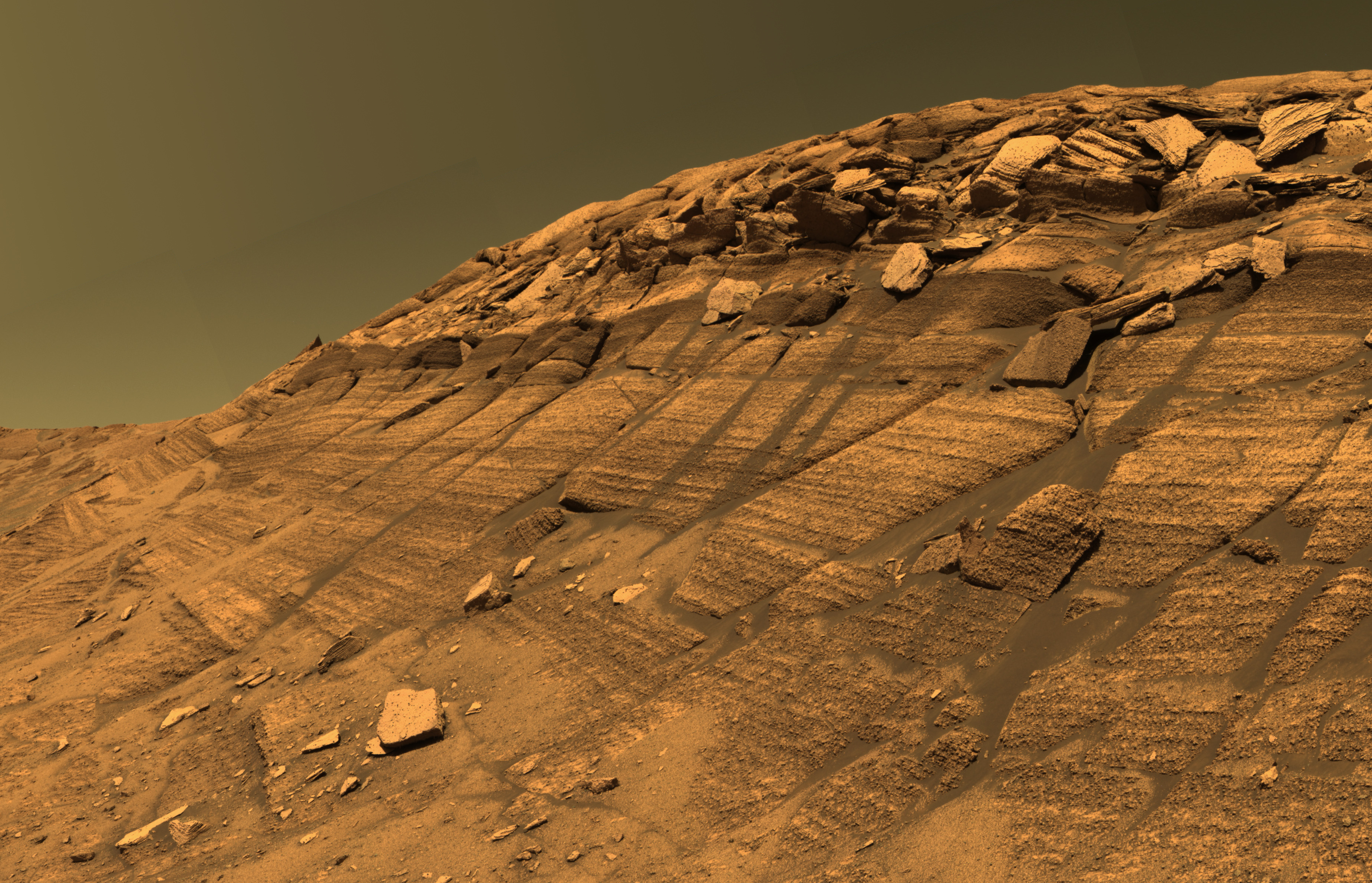
Burns Cliff - Endurance Crater (MER-B Opportunity; NASA)

Offizielle Namen von Strukturen auf Himmelskörpern werden von der Internationalen Astronomischen Union (IAU) vergeben. Verwaltet werden die Listen vom US Geological Survey (USGS) im Gazetteer of Planetary Nomenclature (siehe Weblinks). Sie werden online aktualisiert.
Es gibt auf dem Mars eine Unzahl von Einschlagkratern, von denen aber nur wenige einen eigenen Namen tragen. Diese Liste umfasst nur die namentragenden Marskrater. Krater auf dem Mars werden nach berühmten Wissenschaftlern und Science-Fiction-Autoren oder nach irdischen Städten (mit einer Einwohnerzahl kleiner als 100.000) benannt.
Die vollständige Liste der benannten Krater auf dem Mars ist aufgrund des Umfangs auf die folgenden alphabetischen Unterseiten verteilt: